# Monteirópolis
Monteirópolis är en kommun i Brasilien.   Den ligger i delstaten Alagoas, i den östra delen av landet, 1 300 km nordost om huvudstaden Brasília. Antalet invånare är 6 944.
Omgivningarna runt Monteirópolis är huvudsakligen savann. Runt Monteirópolis är det ganska glesbefolkat, med 43 invånare per kvadratkilometer.